# Кольонія-Почесна
Кольонія-Почесна (пол. Kolonia Poczesna) — село в Польщі, у гміні Почесна Ченстоховського повіту Сілезького воєводства.
Населення — 1048 осіб (2011).
У 1975-1998 роках село належало до Ченстоховського воєводства.

## Демографія
Демографічна структура станом на 31 березня 2011 року:
|          | Загалом | Допрацездатний вік | Працездатний вік | Постпрацездатний вік |
| -------- | ------- | ------------------ | ---------------- | -------------------- |
| Чоловіки | 513     | 99                 | 361              | 53                   |
| Жінки    | 535     | 84                 | 335              | 116                  |
| Разом    | 1048    | 183                | 696              | 169                  |